# Erik Aaes
Erik Aage Aaes (født 27. april 1899 i Nordby på Fanø, død 19. marts 1966 i Gentofte) var en dansk teatermaler og filmarkitekt.
Aaes ønskede at danne en psykologisk ramme omkring teaterstykket, med særligt eftertryk på farvens virkning. I filmene arbejder han især med det helt moderne Interiør.

## Uddannelse og Rejser
Kom 1919 fra Marinens Underofficersskole til Nordisk Film under teatermaler Axel Bruun, besøgte samtidig Teknisk Skole, blev derefter Svend Gades medhjælper og fulgte denne 1921 til Berlin, undervistes her samtidig af CSsar Klein på Kunstgewerbeschule, 1924 til Paris og besøgte her forskellige malerskoler, kom til at arbejde for ledende repræsentanter for avantgarde-filmen. 

## Udstillinger
september udstilling i København 1924 (sammen med Bille-Holst).

Bortset fra et ophold i Danmark og Sverige 1926, hvor Erik Aaes arbejdede for Svend Methling (Peer Gynt) og Ernst Rolf, har han virket ved fransk film indtil talefilmkrisen 1931, hvorefter han rejste til Tyskland og i 2 år arbejdede som grafiker og plakattegner. 1933 vendte han tilbage til Danmark, først et par år som plakattegner, derefter fra 1935 som dekorationstegner for en række københavnske teatre.

## Arbejder
Cavalcanti i Paris: dekorationer til filmene: Rien que les heures (1926), En rade (1928), Le Capitaine Fracasse (1929) og for Jean Renoir: dekorationerne til den eksperimentale, H.C. Andersen-film: La petite marchande d'allumettes (1927). I Danmark: Han sidder ved Smeltediglen, Brand (begge Folketeatret), Mus og mænd (1940, Riddersalen), Katharina Ismaljowa (1937, Det kongelige Teater), til hvilken forestilling Aaes i 1936 foretog en måneds studierejse i Rusland. Samtidig filmarkitekt for en lang række film, fra 1940 til samtlige Palladiums.